# ISO 3166-2:CO
Kódy ISO 3166-2 pro Kolumbii identifikují 32 departmentů a hlavní město (stav v roce 2015). První část (CO) je mezinárodní kód pro Kolumbii, druhá část sestává ze tří písmen identifikujících department nebo dvou pro hlavní město.

## Seznam kódů
```
CO-AMA 
Amazonas
 (Leticia)
CO-ANT 
Antioquia
 (Medellín)
CO-ARA 
Arauca
 (Arauca)
CO-ATL 
Atlántico
 (Barranquilla)
CO-BOL 
Bolívar
 (Cartagena)
CO-BOY 
Boyacá
 (Tunja)
CO-CAL 
Caldas
 (Manizales)
CO-CAQ 
Caquetá
 (Florencia)
CO-CAS 
Casanare
 (Yopal)
CO-CAU 
Cauca
 (Popayán)
CO-CES 
Cesar
 (Valledupar)
CO-CHO 
Chocó
 (Quibdó)
CO-COR 
Córdoba
 (Montería)
CO-CUN 
Cundinamarca
 (
Bogota
)
CO-DC  Bogotá D.C. (
Bogota
)
CO-GUA 
Guainía
 (Puerto Inírida)
CO-GUV 
Guaviare
 (San José del Guaviare)
CO-HUI 
Huila
 (Neiva)
CO-LAG 
La Guajira
 (Riohacha)
CO-MAG 
Magdalena
 (Santa Marta)
CO-MET 
Meta
 (Villavicencio)
CO-NAR 
Nariño
 (Pasto)
CO-NSA 
Norte de Santander
 (Cúcuta)
CO-PUT 
Putumayo
 (Mocoa)
CO-QUI 
Quindío
 (Armenia)
CO-RIS 
Risaralda
 (Pereira)
CO-SAN 
Santander
 (Bucaramanga)
CO-SAP 
San Andrés and Providencia
 (San Andrés)
CO-SUC 
Sucre
 (Sincelejo)
CO-TOL 
Tolima
 (Ibagué)
CO-VAC 
Valle del Cauca
 (Cali)
CO-VAU 
Vaupés
 (Mitú)
CO-VID 
Vichada
 (Puerto Carreño)
```